# Öster-Stortjärnen
Öster-Stortjärnen är en sjö i Östersunds kommun i Jämtland och ingår i Indalsälvens huvudavrinningsområde.